# Karly Shorr
Karly Shorr (Commerce Township, 18 maggio 1994) è un'ex snowboarder statunitense.

## Palmarès

### Mondiali juniores
- 1 medaglia:
  - 1 bronzo (slopestyle a Valmalenco 2011)

### Coppa del Mondo
- Miglior piazzamento nella Coppa del Mondo generale di freestyle: 4ª nel 2016
- Miglior piazzamento nella Coppa del Mondo di slopestyle: 2ª nel 2016
- Miglior piazzamento nella Coppa del Mondo di big air: 13ª nel 2017
- 3 podi:
  - 2 secondi posti
  - 1 terzo posto